# 宋湘嵐
宋湘嵐,英語：，台灣經理人，國立中興大學法商學院（今國立臺北大學）企管系畢業，曾任東森得易購總經理、東森行銷協理，現任森森百貨執行長。

## 外部連結
- 興趣當工作！U-Life執行長宋湘嵐直嚷自己很幸運
- 話題人物/東森購物總經理宋湘嵐 （页面存档备份，存于）
- 明星級購物專家歸隊！宋湘嵐：U-Life今年營業額破百億元